# کراس فایر
کراس فایر نام یک فناوری معرفی شده توسط شرکت کانادایی ATI می‌باشد که توسط این فناوری امکان استفادهٔ هم زمان از چند کارت گرافیکی توسط یک مادربرد به کاربران داده می‌شود.
به واسطهٔ این فناوری، یک چیپست کنترل کننده بر روی برد اصلی نصب می‌شود و وظیفهٔ کنترل کانال‌های واسطه و ادغام اطلاعات آن‌ها برای نمایش بر روی صفحهٔ نمایشگر بر عهدهٔ این چیپست می‌باشد .

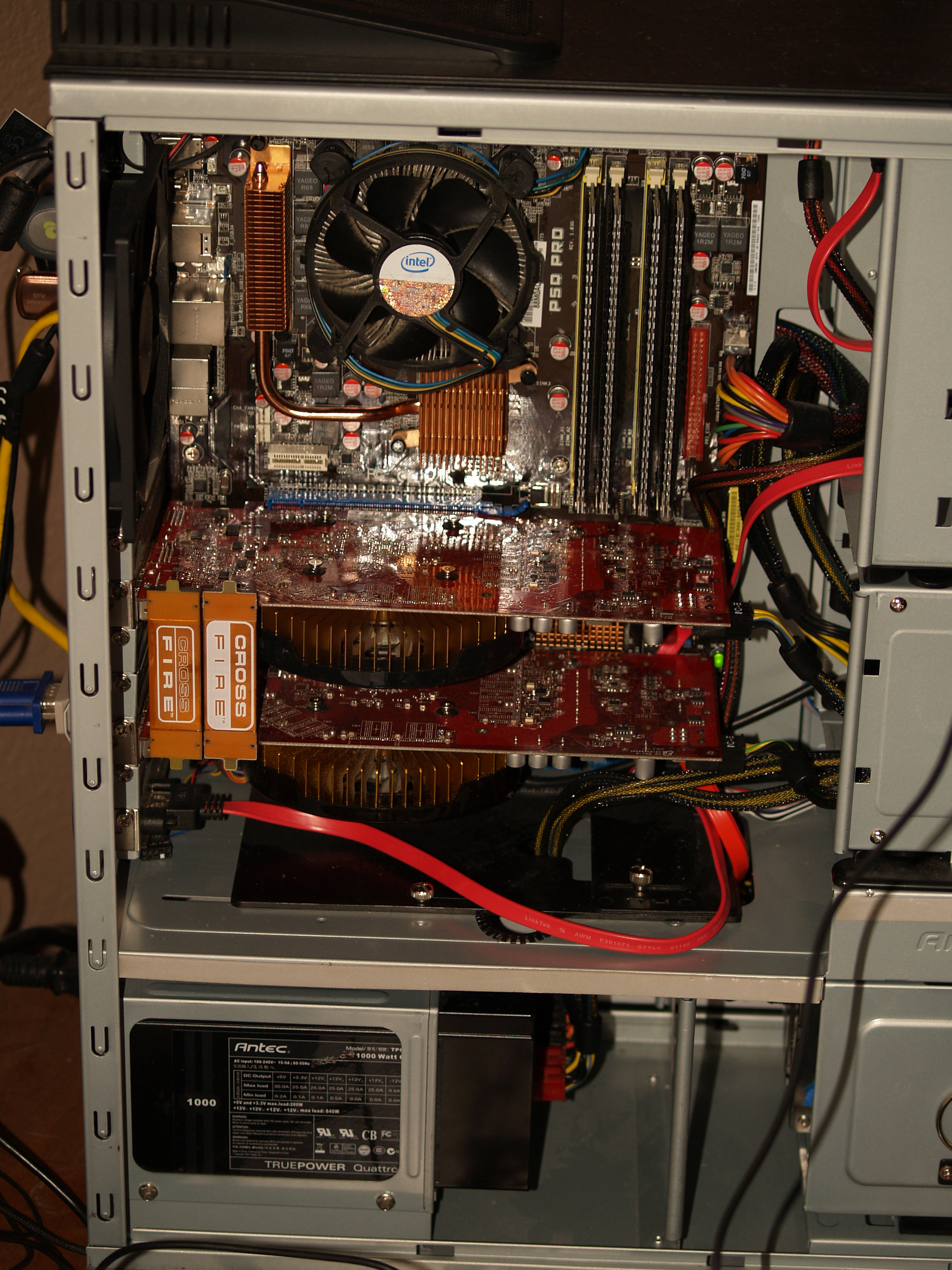
An example of CrossFire usage – with two Radeon HD 4850 cards (RV770 GPU)

در این فناوری برای اتصال کارت‌ها به یکدیگر از یک کابل به نام CrossFire Bridge یا پل کراس فایر استفاده می‌کنند.در برد اصلی پردازنده‌های گرافیکی که قابلیت استفاده از این فناوری را دارا می‌باشند، دو رابط برای اتصال به کارت‌های گرافیکی دیگر تعبیه می‌شود که از یک رابط برای انتقال داده‌ها و از یک رابط برای برگشت ان‌ها استفاده می‌شود.
به‌طور رسمی تا 4 عدد کارت گرافیک را می‌توان به صورت کراس فایر نصب کرد که در این صورت به ان Quad Cross fire می گویند.
این فناوری برای اولین بار به صورت رسمی در 27 سپتامبر ۲۰۰۵ برای رقابت با فناوری SLI شرکت امریکایی ان ویدیا که یک سال پیش از این معرفی شده بود، معرفی شد.
در اوایل معرفی این فناوری امکان متصل کردن کارت گرافیکی بویسلهٔ رابط PCI با سرعت ۸x امکان‌پذیر بود ولی با معرفی PCI Express ۲ این سرعت به ۱۶x(معادل۱۶ گیگا بایت در ثانیه)ارتقا یافت.
منبع:wikipedia.org (صفحه ی انگلیسی )